# Каунасская ГЭС
Каунасская ГЭС (АО «Lietuvos energija») — электростанция на реке Неман, на окраине Каунаса в Литве. Является крупнейшим источником первичной энергии для страны.
Гидроэлектростанции присвоено имя А. Бразаускаса.

## Основные характеристики

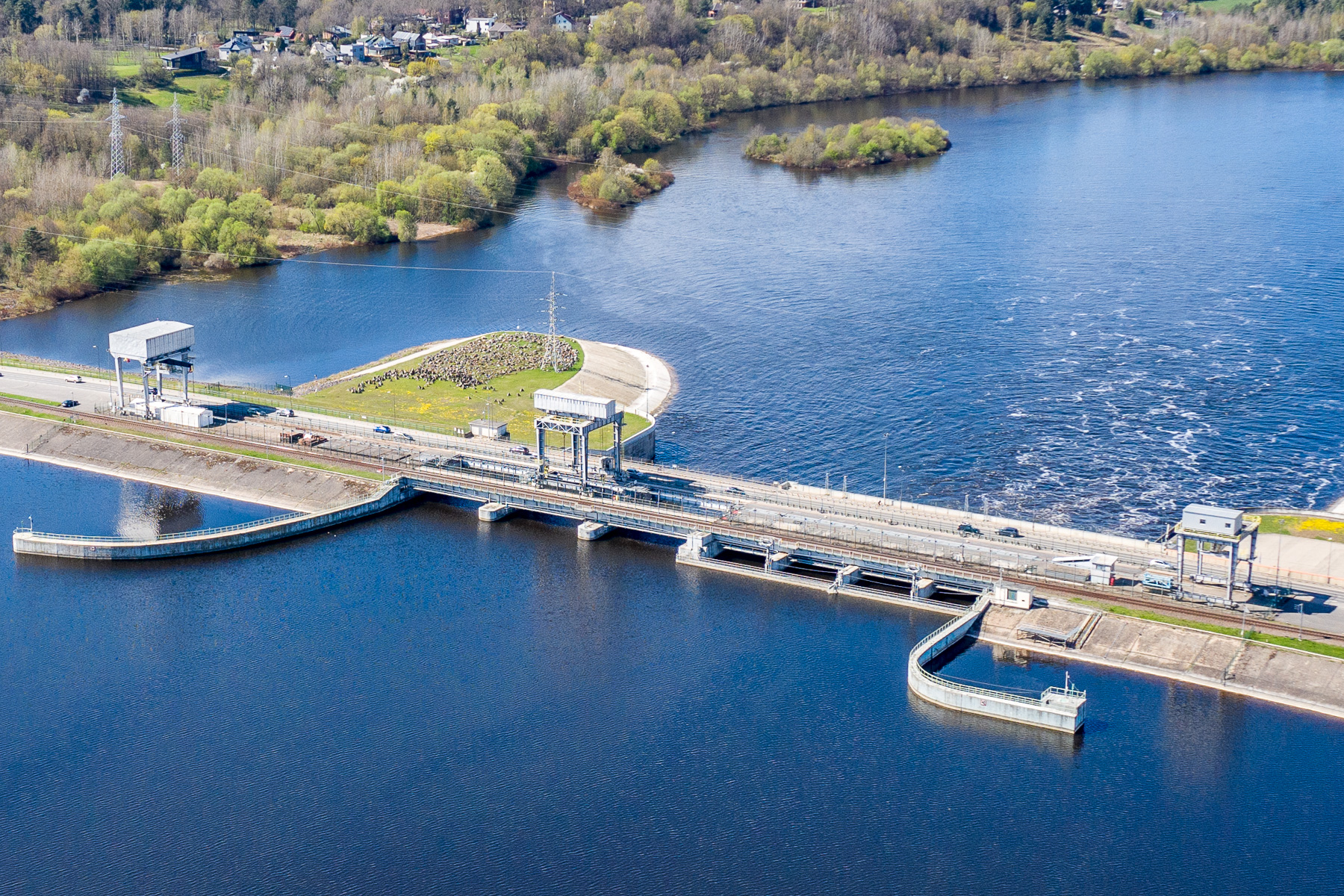
Вид с воздуха на Каунасскую ГЭС

Проектная мощность каунасской ГЭС составляет 90 МВт (4 агрегата по 22,5 МВт). После реконструкции в 1975 г. мощность электростанции увеличилась до 100,8 МВт (4 агрегата по 25,2 МВт).
Проектный расчёт многолетнего использования электростанции составляет в среднем 376 млн кВт·ч в год. Поставляет электроэнергию в сеть с напряжением 110 кВ. Для выработки одного киловатт-часа расходуется 22,1 м³ воды.
Станция обеспечивает около 3 % потребления электроэнергии в Литве.
Плотина образовала крупное Каунасское водохранилище, которое в свою очередь является нижним бьефом и источником воды для крупной Круонисской ГАЭС.
В 2005 г. на электростанции работало 59 рабочих.
В 2005 году начато обновление оборудования станции совместно с концерном Alstom, планировалось закончить к концу 2009 года.
| Год          | 1959 | 1960  | 1965  | 1970  | 1975  | 1980  | 1985  | 1990  | 1995  | 2000  | 2002  | 2005  |
| Производство | 7,0  | 343,0 | 326,8 | 402,0 | 361,7 | 448,2 | 382,1 | 363,1 | 357,0 | 339,0 | 316,0 | 363,1 |
| ------------ | ---- | ----- | ----- | ----- | ----- | ----- | ----- | ----- | ----- | ----- | ----- | ----- |

## Директора Каунасской ГЭС
- 1956 г. — Владас Стукас
- 1960 г. — Миколас Манкявичюс
- 1992 г. — Йозас Бартлингас